# Берзін Едуард Петрович
Берзін Едуард Петрович (7 (19) лютого 1894 — 1 серпня 1938) — діяч ВЧК — ОГПУ — НКВД, один з організаторів і керівників системи ГУЛАГ, перший директор державного тресту «Дальстрой».

## Ранні роки
Народився в 1893 році в Старо-Пебальскій волості Вольмарського повіту Ліфляндської губернії (сучасна Латвія) в сім'ї селянина. Латиш за національністю, справжнє прізвище — Берзіньш (Bērziņš). З 5-річного віку разом з батьками жив на околиці Риги, навчався в міській школі, вивчав малярську справу. У 1910 році виїхав до Німеччини, де закінчив Берлінське королівське художнє училище. Після повернення до Латвії був призваний на військову службу. З січня 1915 року в складі 4-го Відземського латиського стрілецького полку брав участь у боях на фронтах Першої світової війни. Прапорщик. Був нагороджений срібною нагрудної медаллю на Станіславській стрічці з написом «За старанність», Георгіївським хрестом 4-го ступеня і в 1917 році проведений в офіцери.
Після Жовтневої революції брав участь у формуванні 1-го легкого артдивізіону Латиської стрілецької радянської дивізії, а потім призначений його командиром. Улітку 1918 року зіграв вирішальну роль у придушенні лівоесерівського заколоту в Москві і викриття змови Локкарта. Для здійснення контрреволюційних планів по захопленню більшовицької влади агент Локкарта Шмідхен зав'язав знайомство з Берзіним, для визначення можливості його використання як виконавця змови. Зустріч відбулася 14 серпня 1918 на квартирі у Локкарта, де Берзіну було запропоновано 5-6 мільйонів рублів, для підкупу латиських стрільців і для нього особисто. Протягом короткого часу через лейтенанта Рейлі Берзіним було отримано 1 мільйон 200 тисяч рублів передані ним Петерсону. Наприкінці серпня за дорученням Рейлі, Берзин перебував у Петрограді, де зустрічався з низкою змовників, заарештованих незабаром після його від'їзду. За розпорядженням Свердлова гроші були розподілені наступним чином: 1 мільйон рублів — у фонд одноразових допомог сім'ям латиських стрільців постраждалих в боротьбі з контреволюцією, 100 тис. рублів — на видання агітаційної літератури, 100 тис. рублів — на створення дивізійного клубу артдивізіона під командуванням Берзіна.
Член РКП(б) з листопада 1918 року.
З грудня 1918 бився з білогвардійцями на Західному, Південно-Західному і Східному фронтах Громадянської війни. Під час Орловсько-Кромского битви в жовтні 1919 року — начальник постачання Латиської стрілецької радянської дивізії. З листопада 1920 співробітник Реєстраційного управління польового штабу РСЧА. Брав участь у боях під Каховкою і Перекопом. Потім служив у штабі Армії, був співробітником ІККІ.
З лютого 1921 — співробітник спецвідділу ВЧК, потім ОГПУ.

## Директор Дальбуду
У 1927 році вніс пропозицію в ВРНГ СРСР про будівництво Вишерського целюлозно-паперового комбінату, Північний Урал. У 1929 році виїжджав разом з головним інженером Д. С. Соколовським і головним механіком П. П. Кузнєцовим до Німеччини і США для закупівлі обладнання. З 6 січня 1931 — начальник будівництва Вишерської целюлозно-паперової фабрики ОГПУ, яке здійснювали ув'язнені Вишлага. Вишерський ЦБК був побудований за 18 місяців.
14 листопада 1931 призначений директором тресту «Дальстрой». В бухту Нагаєва прибув на пароплаві «Сахалін» 4 лютого 1932. Пізніше суміщав посади уповноваженого колегії ОГПУ СРСР (потім — НКВД), Далькрайкома ВКП(б), Далькрайвиконкома і начальника Нагаєво-Магаданського гарнізону Охотско-Колимського району.
У травні 1935 виїжджав в Амстердам, де прискорив покупку пароплава «Кулу» для потреб «Дальбуду».
10 квітня 1937 присвоєно спецзвання — дивінтендант.
Виписка з протоколу засідання парткомісії при політвідділу «Дальбуду» від 8 лютого
Нагороджений нагрудним знаком Почесного працівника ВЧК — ОГПУ (1932), а 22 березня 1935 — постановою ЦВК СРСР — орденом Леніна.
У вересні 1937 року на нараді при Фінансовому відділі НКВС СРСР відзначені істотні недоліки в роботі очолюваного Е. П. Берзіним тресту «Дальстрой».
4 грудня 1937 Берзін виїхав з Магадана у відпустку на «материк». 19 грудня заарештований недалеко від Москви, на ст. Александров як організатор і керівник «Колимської антирадянської, шпигунської, повстансько-терористичної, шкідницької організації».
1 серпня 1938 Військовою колегією Верховного суду СРСР «за зраду Батьківщини», «підрив державної промисловості», «вчинення терористичних актів», «організаційну діяльність, спрямовану на повалення існуючого ладу» Е. П. Берзін був засуджений до вищої міри кримінального покарання та розстріляний.